# Valós analitikus függvény
Egy tetszőleges (a, b) nyílt intervallumon valós analitikusnak nevezünk egy függvényt, ha az adott intervallumon előállítja őt a Taylor-sora. Egy függvényt egész függvénynek nevezünk, ha mindenhol előállítja őt a Taylor-sora.
Az analitikus függvények átmenetet képeznek a polinomfüggvények és az általános függvények között olyan értelemben, hogy számos „szép”, a polinomoknál megszokott tulajdonsággal rendelkeznek, azaz viszonylag egyszerűen kezelhetők, de polinomoktól lényegesen különböző függvények is lehetnek analitikusak – lásd a példákat lentebb.

## Definíciók
Formálisan egy f függvény valós analitikus a valós számok egy D nyílt halmazán, ha bármely olyan {\displaystyle x_{0}}-ra, amely része a D-nek, felírható a következő:
{\displaystyle f(x)=\sum _{n=0}^{\infty }a_{n}\left(x-x_{0}\right)^{n}=a_{0}+a_{1}(x-x_{0})+a_{2}(x-x_{0})^{2}+a_{3}(x-x_{0})^{3}+\cdots }
ahol az {\displaystyle a_{0}}, {\displaystyle a_{1}}, ... együtthatók valós számok és a sor konvergens x-re {\displaystyle x_{0}} valamely környezetében.
Egy másik, ekvivalens definíció:
Analitikus függvénynek nevezzük az olyan végtelenszer differenciálható függvényeket, amelyeknek egy az értelmezési tartományukban lévő {\displaystyle x_{0}} pont körüli Taylor-sora
{\displaystyle T(x)=\sum _{n=0}^{\infty }{\frac {f^{(n)}(x_{0})}{n!}}(x-x_{0})^{n}}
és {\displaystyle x_{0}} egy környezetében f(x)-hez konvergál.

## Példák
Példák analitikus függvényekre:
- bármely polinomfüggvény analitikus (valós és komplex esetben is), mivel egy polinom n-ed fokú, így bármeny n-nél magasabb fokú deriváltja nulla, így a Taylor-sora triviálisan konvergens a teljes értelmezési tartományán (ami az {\displaystyle \mathbb {R} }), tehát egész;
- az exponenciális függvény (ex, exp(x)), és általában a tetszőleges alapú exponenciális függvények (ax) a teljes értelmezési tartományukon {\displaystyle (\mathbb {R} )} analitikusak, így definíció szerint egészek;
- a trigonometrikus és hiperbolikus függvények teljes értelmezési tartományukon {\displaystyle (\mathbb {R} )} előállíthatók Taylor-sorukkal, így egész függvények;
- a logaritmikus függvények az értelmezési tartományuk egy tetszőleges részhalmazán analitikusak.

Példák nem analitikus függvényekre:
- az abszolútérték-függvény nem analitikus mindenhol, mert a nullában nem differenciálható;
- az alább definiált {\displaystyle f(x)} függvény az x=0 helyet tartalmazó intervallumon nem analitikus, mert ott Taylor-sora a konstans nullát állítja elő:

{\displaystyle f(x)={\begin{cases}\mathrm {e} ^{-{\frac {1}{x^{2}}}},&x\neq 0\\0,&x=0\end{cases}}}

## Tulajdonságok
- Analitikus függvények összege, szorzata és kompozíciója is analitikus.

- Analitikus függvény reciproka akkor analitikus, ha a függvénynek nincs zérushelye.

- Analitikus függvény inverze akkor analitikus, ha (létezik és) a deriváltjának nincs zérushelye.

A polinomfüggvényeknek nem lehet „túl sok” zérushelye, kivéve ha a polinom maga a konstans nulla, mivel a fokszám felső korlát a zérushelyek számára. Hasonló, bár gyengébb állítás igaz az analitikus függvényekre: Ha egy analitikus függvény zérushelyeinek a halmaza tartalmaz torlódási pontot, akkor a függvény a konstans nulla az értelmezési tartományának azon összefüggő halmazán, amely a torlódási pontot tartalmazza.
Továbbá ha egy analitikus függvénynek valamely {\displaystyle x_{0}} pontbeli összes deriváltja nulla, akkor a függvény konstans (nem feltétlenül konstans nulla!) értelmezési tartományának azon az összefüggő halmazán amely az {\displaystyle x_{0}} pontot tartalmazza
A fentiekből adódóan, az analitikus függvényeknek nagyobb a szabadsági foka mint a polinomoknak, bár még így is rendkívül speciálisak a valós függvények között.

## Mátrixokkal való kapcsolat
Analitikus függvényeket definiálhatunk hatványsorukkal, ezáltal nemcsak színtiszta analízisbeli definíciókhoz jutunk (a trigonometrikus függvények esetében nincs szükség a szög fogalmára), de az analitikus függvények egy meglepő tulajdonságára is fény derül, mégpedig, hogy négyzetes mátrixokra alkalmazhatunk analitikus függvényeket. Ezt hatványsoruk segítségével tehetjük meg, hiszen ott csak mátrixok hatványai, mátrix és szám különbsége, mátrix és szám szorzata áll. A mátrixhatványozás létező művelet; mátrixot számmal úgy szorzunk, hogy a mátrix minden elemét megszorozzuk a számmal; mátrix és szám különbségét úgy értelmezzük, hogy vesszük a szám helyett az identikus mátrix számmal való szorzatát és ezt vonjuk ki a mátrixból.

## Fordítás
Ez a szócikk részben vagy egészben  az   Analytic_function című angol Wikipédia-szócikk fordításán alapul.  Az eredeti cikk szerkesztőit annak laptörténete sorolja fel. Ez a jelzés csupán a megfogalmazás eredetét és a szerzői jogokat jelzi, nem szolgál a cikkben szereplő információk forrásmegjelöléseként.